# 堀内 (食品加工業)
株式会社堀内（ほりうち）は、福岡県久留米市の企業。1971年より沖縄もずくを中心に食品加工事業を開始している。
主力用品「一番採りモズク」が日経POSセレクション水産加工品カテゴリー（日本経済新聞社）で、2017年、2018年、売上NO.1を2年連続受賞。

## 沿革
- 1971年　沖縄もずくの加工事業を開始。
- 1972年　沖縄もずくを中心に海産物の製造加工業者として堀内商事を設立。
- 1976年　関東以北の拠点として横浜営業所を設立。
- 1982年　本社工場の設立と共に、福岡県久留米市東合川町に本社を移転。
- 1983年　株式会社堀内改組。
- 1989年　清涼飲料水製造部門として株式会社カネヨシ設立。お酢を原料とした清涼飲料水のOEMを開始。
- 1990年　株式会社カネヨシ改め、株式会社エフシーシー堀内を設立。
- 1991年　本社第二工場設立。フコイダンの製造、販売を開始。
- 1993年　横浜営業所を千葉に移転し、関東事業所改組。
- 2017年　関東第二事業所を設立。

## 事業所
本社/工場
・福岡県久留米市東合川1丁目6番3号
関東事業所
・千葉県野田市七光台255-1
関東第二事業所・通販事業部
・千葉県野田市柳沢149-1

## 製品群

### もずく
- 一番採りモズク
- もずくスープ（フリーズドライ）
- 洗いもずく（業務用）
- 糸もずく（業務用）

### コンブ
- 一番採りサラダこんぶ
- 一番採り昆布佃煮
- 三陸産切り昆布（業務用）
- 三陸産塩蔵こんぶ（業務用）

### わかめ
- 一番採り茎わかめサラダ
- 三陸産サシミわかめ（業務用）
- 三陸産塩わかめ（業務用）
- 韓国産サシミわかめ（業務用）

### 飲料
- 海酢‐umitosu-　　オンラインショップ（umitosuSHOP）https://umitosu.com/

### サプリ
- ダービリアプラス
- NK-フコイダン